# Mehltheuer (Rosenbach/Vogtl.)
Mehltheuer – dzielnica gminy Rosenbach/Vogtl. w Niemczech, w kraju związkowym Saksonia, w okręgu administracyjnym Chemnitz, w powiecie Vogtland.
Do 31 grudnia 2010 samodzielna gmina, z siedzibą związku gmin Rosenbach, który w wyniku reformy administracyjnej rozwiązano.